# Florida State Road 21
Die Florida State Road 21 (kurz FL 21) ist eine State Route im US-Bundesstaat Florida, die in Süd-Nord-Richtung verläuft. Sie beginnt an der State Road 20 östlich von Hawthorne im Putnam County und endet am U.S. Highway 17 (FL 15) in Jacksonville im Duval County.

## Streckenverlauf
Die State Road beginnt östlich von Hawthorne im Putnam County und führt nordwärts nach Melrose, wo die State Road 26 gequert wird. Anschließend führt sie weiter nordostwärts über Middleburg nach Jacksonville im Dudal County, wo sie in den Roosevelt Boulevard mündet und endet.